# Тиссовая синица
Тиссовая синица, или японская синица (лат. Sittiparus varius) — вид птиц семейства синицевых. Самый редкий вид синиц на территории Российской Федерации. Спорадично встречается только на Южных Курилах (Кунашир, Итуруп, Шикотан). Ввиду ограниченного ареала, который можно охарактеризовать как периферийный, вид включён в Красную книгу России. За пределами России встречается на Японских островах, на Корейском полуострове, на полуострове Ляодун, на островах Рюкю и Тайвань.

## Описание
По размерам тиссовая синица сравнима с большой синицей. Хвост несколько короче чем у большой синицы. Спина, крылья и хвост у тиссовых синиц окрашены в серо-голубые тона; голова и горло чёрного цвета, лоб и щеки имеют кремово-жёлтое оперение, зашеек и нижняя часть тела — коричнево-рыжее. Длина крыла у взрослых особей достигает порядка 74—78 мм. Длина тела 12—14 см, масса 16—18 г.

## Изучение

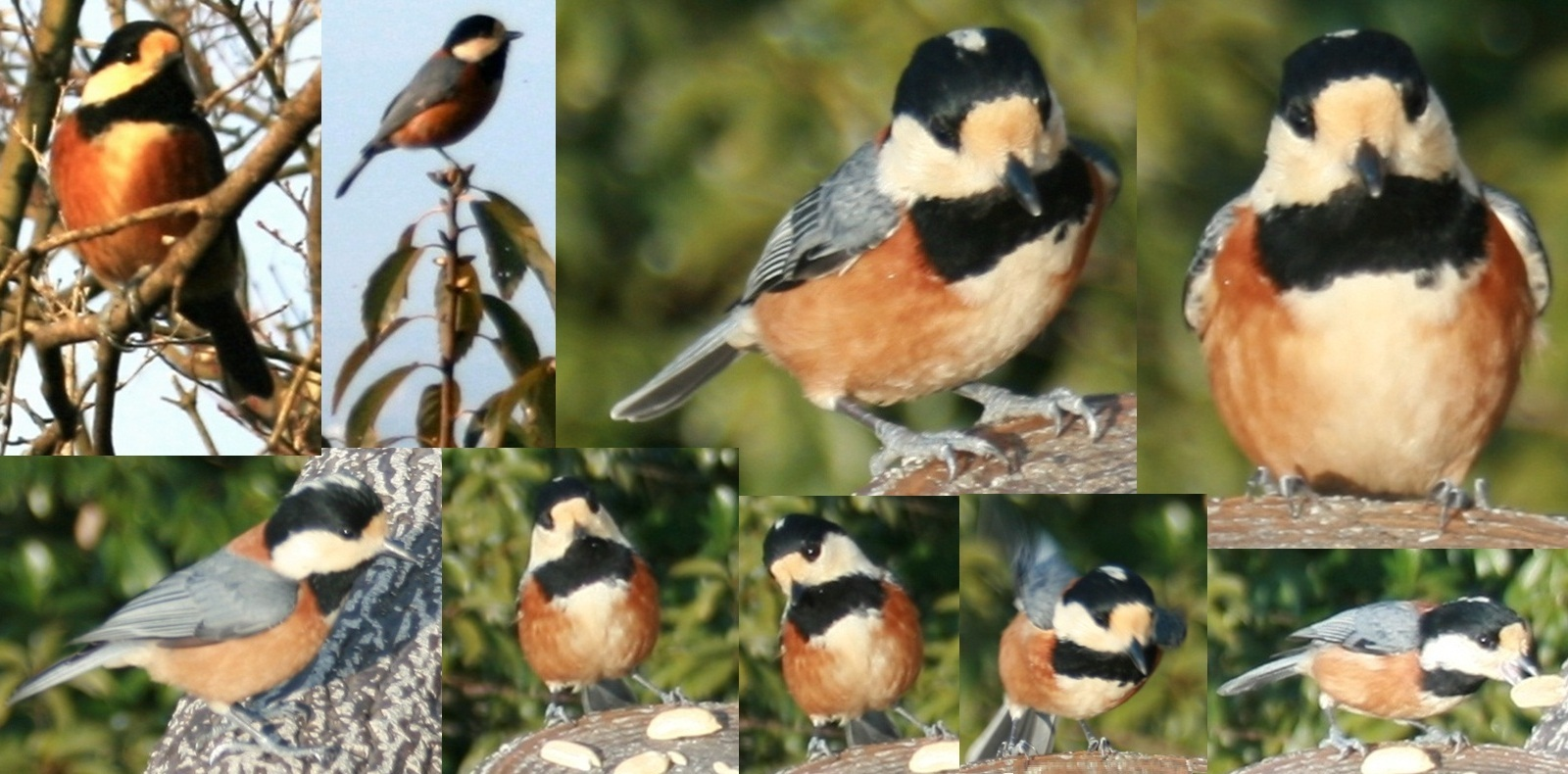
Снимки тиссовой синицы с горы Кинка (Гифу)

Ареал вида вошёл в состав РСФСР после 1945 года; активное его изучение советскими орнитологами началось в 1974 году, когда семь тиссовых синиц с о. Кунашир, где они наиболее распространены, были доставлены в Москву и Ленинград. Неволю переносят хорошо, самцы своеобразно токуют. Одна из этих синиц прожила в Московском зоопарке более пяти лет. В 2013 году было сделано несколько снимков 2-x тиссовыx синиц близ посёлка Крабозаводское на Шикотане. Вид населяет леса Южных Курил с участием тиса, откуда и название. В гнездовое время пары ведут оседлый образ жизни, в остальное время птицы кочуют в компании гаичек, поползней, пищух и острокрылых дятлов. Гнездятся в дуплах деревьев, потребляют как растительные, так и животные корма.

## Подвиды
Выделяют пять подвидов, один из которых считается вымершим:
- Sittiparus varius varius (Temminck & Schlegel, 1847) — южные Курильские острова, Япония, Корейский полуостров и северо-восток Китая
- Sittiparus varius sunsunpi (Kuroda, Nm, 1919) — острова Танегасима и Яку (острова Осуми, Япония))
- Sittiparus varius namiyei (Kuroda, Nm, 1918) — острова Идзу
- Sittiparus varius amamii Kuroda, Nm, 1922 – север Рюкю
- Sittiparus varius orii Kuroda, Nm, 1923 — острова Бородино (исчез около 1940 г)